# Andy Sutz
Andy Sutz (16 de mayo de 1981) es un deportista suizo que compitió en duatlón.
Ganó una medalla de oro en el Campeonato Europeo de Duatlón de 2009. Además, obtuvo una medalla de bronce en el Campeonato Mundial de Duatlón de Larga Distancia de 2011 y una medalla de bronce en el Campeonato Europeo de Duatlón de Larga Distancia de 2013.

## Palmarés internacional
| Campeonato Europeo | Campeonato Europeo | Campeonato Europeo | Campeonato Europeo |
| Año                | Lugar              | Medalla            | Prueba             |
| ------------------ | ------------------ | ------------------ | ------------------ |
| 2009               | Budapest (Hungría) | Medalla de oro     | Individual         |

| Campeonato Mundial | Campeonato Mundial               | Campeonato Mundial | Campeonato Mundial |
| Año                | Lugar                            | Medalla            | Prueba             |
| ------------------ | -------------------------------- | ------------------ | ------------------ |
| 2011               | Zofingen (Suiza)                 | Medalla de bronce  | Individual         |
| Campeonato Europeo |                                  |                    |                    |
| Año                | Lugar                            | Medalla            | Prueba             |
| 2013               | Horst aan de Maas (Países Bajos) | Medalla de bronce  | Individual         |